# Leptura zonifera
Leptura zonifera es una especie de escarabajo longicornio del género Leptura, categorizada en la tribu Lepturini, de la subfamilia Lepturinae. Fue descrita por Blanchard en 1871.

## Descripción
Mide 15-18,5 mm de longitud.

## Distribución
Se distribuye por China.